# Bertelsmann Music Group
Bertelsmann Music Group (forkortet BMG) var et verdensomfattende pladeselskab der blev grundlagt i 1987 af den tyske mediekoncern Bertelsmann. I august 2004 fusionerede BMG med amerikanske Sony Music Entertainment og blev til Sony BMG Music Entertainment. I oktober 2008 solgte Bertelsmann aktiemajoriteten i Sony BMG til Sony Corporation of America, og pladeselskabet ændrede navn tilbage til Sony Music Entertainment.
Den danske afdeling af BMG udgav bl.a. artister som Thomas Helmig, Søs Fenger, Caroline Henderson, Henning Stærk, Gnags, Malk de Koijn og Outlandish.